# 大井松田インターチェンジ

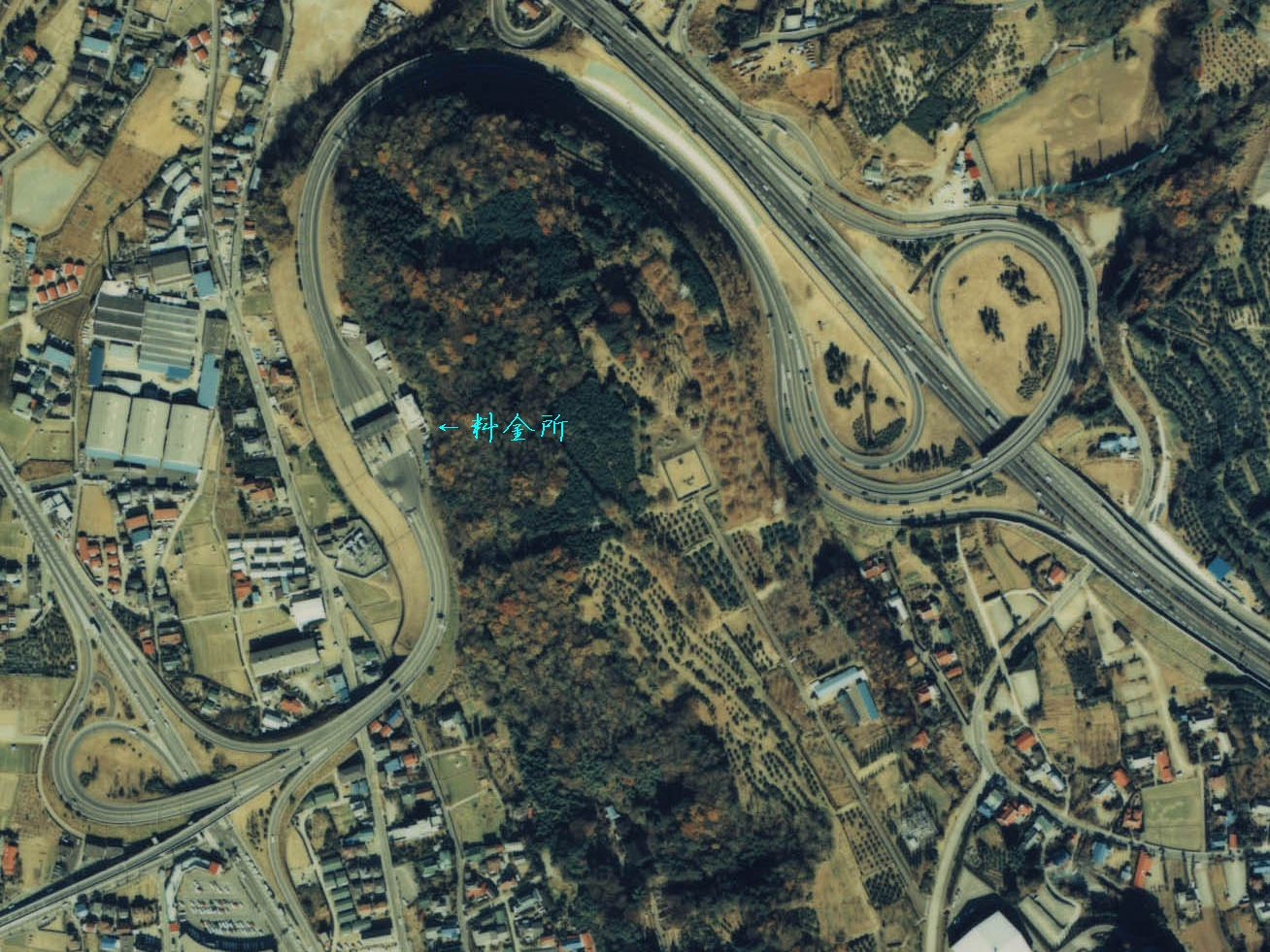
大井松田インターチェンジ上空。上り新線増幅の拡幅工事前（現下り線右ルートが上り線として供用されていた頃）

大井松田インターチェンジ（おおいまつだインターチェンジ）は、神奈川県足柄上郡大井町にある、東名高速道路のインターチェンジ (IC)。
名称は、設備の大半が位置する大井町と、本線と料金所を接続するランプの一部が通過する隣接の松田町に由来する。大井町・松田町のほか、開成町と南足柄市・小田原市の一部地域の最寄りICでもある。

## 道路
- E1 東名高速道路（6番）

## 接続する道路
- 直接接続
  - 国道255号
  - 静岡県道・神奈川県道78号御殿場大井線
- 間接接続
  - 国道246号

## 構造
当ICは、本線と料金所を結ぶランプ（上り線用）が、本線上を橋梁で跨いでいる。地形的な制約から、本線と料金所の間が離れており、特に上り車線と料金所の間は道なりで1 km以上ある。
ランプは上下線とも新線増幅の影響で、加速レーン手前のカーブ半径がきつくなっている。上り線についてはカーブ終了地点からすぐに加速レーンとなっており、加速レーン長も一般的な長さしかない。
下り線については後述の理由により、カーブ終了地点から加速レーンまで距離がとられている。かつて下り加速レーンは現在地より東京方の位置に存在したが、左右ルート分岐点の手前の位置であったため、これを避ける形で足柄方へ移設し左ルートへの取り付けとなった。よって、当ICより下り方面へ向かう際は強制的に左ルートを走行することになる。ただし、リニューアル工事などによる左ルートの長期閉鎖時は、臨時に右ルートへの接続路が設けられる。

## 右ルート・左ルート
下り線は当ICより右ルート・左ルートに分離し、足柄サービスエリア (SA) の手前で合流する。
この区間は高速道路としてはカーブや勾配が多く、休日を中心に大渋滞を引き起こすポイントでもあった。大都市特定区間のみであった片側3車線化を御殿場ICまで行うことになったが、当IC - 足柄SA間は山間部のため橋梁・切り通し・トンネルが多く、既設の片側2車線道路を拡幅する手法は現実的ではなかった。長大トンネルの径を拡げることや、高所を渡る橋梁の拡幅は容易ではなく、長期にわたって通行止めを行うか、片側車線のみで暫定2車線通行をしなければならない。予算や工期の見地において現実的ではなく、新規で作り替えるのと大差がない。そこで、上下線のいずれか片方を線形・容量にゆとりのある車道で新設し、旧路線を残りの片方にすべて転用するという方法が採られた。上り線は3車線のルートを新設、下り線は既設の上下線を利用して2+2車線とすることになった。
このような拡幅は日本初の事例であり、改良当初は一部の地域でCMが盛んに放映された。ルート選択を利用者側が決定するシステムであり交通量の偏りなどが懸念されていたものの、混雑状況の告知板などの設置もあって良好な成果を上げた。これ以降、条件の厳しい場所における高速道路拡幅の手段のひとつとして積極的に使われるようになり、東名の日本坂トンネルや中央自動車道の上野原IC - 大月IC間、名神高速道路の京都南IC - 大山崎JCT/IC - 高槻JCT/ICなどで同様の手法が見られる。
なお、特に急峻な地形の吾妻山トンネル付近から東名足柄橋付近にかけての区間では、新設の上り線は既設の下り線に並行しておらず、下り線より南側（すなわち下り線から見て左側）のかなり離れた場所を通過している。

## 歴史
- 1969年（昭和44年）3月31日：厚木IC - 大井松田IC間開通に伴い開設。
- 1969年（昭和44年）5月26日：大井松田IC - 御殿場IC間開通に伴いフルインターチェンジ化。
- 1991年（平成3年）12月24日：大井松田IC - 御殿場IC改築（上り線2車線下り線2車線を、上り線3車線〈新設〉・下り線2+2車線〈改築〉化）完了。

## 料金所
- ブース数：7

### 入口
- ブース数：3
  - ETC専用：1
  - ETC/一般：1
  - 一般：1

### 出口
- ブース数：4
  - ETC専用：2
  - 一般：2

## 周辺
- ブルックス大井事業所（「未病バレー BIOTOPIA（ビオトピア）」、旧第一生命大井事業所）
- JR東海御殿場線松田駅
- 小田急小田原線新松田駅
- 神奈川県立足柄上病院
- 大井町立大井小学校
- 大井町立湘光中学校
- E1A 新東名高速道路 新秦野IC（国道246号経由で約5 km）

## 隣
E1 東名高速道路
(5-2) 秦野中井IC - 中井PA - (6) 大井松田IC - 鮎沢PA（下り線左ルートおよび上り線のみ）- (6-1) 足柄SA/SIC - (7) 御殿場IC